# Cam Newton
Cameron Jerrell "Cam" Newton (Atlanta, 11 de maig de 1989) és un jugador professional de futbol americà estatunidenc que juga en la posició de quarterback i actualment es troba jugant als Carolina Panthers de la National Football League (NFL).

## Biografia
Newton va anar a la Westlake High School a Atlanta, Geòrgia, on va jugar al futbol americà amb els Westlake Lions. Amb 16 anys, ja havia aconseguit 2.500 iardes per passada i 23 touchdowns, guanyant 628 iardes en carrera per a nou touchdowns.
Després del seu pas per l'institut, va rebre ofertes de Florida, Geòrgia, Maryland, Mississippi (Ole Miss), Mississippi (Bulldogs), Oklahoma i Virginia Tech. Finalment, Newton es va decantar per Florida, encara que després de dues temporades amb els Gators, a causa de diferents problemes d'actitud va ser transferit a una universitat a Texas abans de tornar a ser transferit a Auburn.

## Carrera
Newton va ser seleccionat pels Carolina Panthers en la primera ronda (lloc 1) del draft de 2011. El 29 de juliol de 2011, Newton va signar un contracte de quatre anys amb els Panthers, per un valor de 22 milions de dòlars. Newton volia el número 2 (que tenia Jimmy Clausen), ja que va ser el número que va fer servir en el seu pas per Auburn, però finalment es va quedar amb l'1 que els Panthers li havien assignat del draft.

## Cultura popular
Newton és reconegut per fer el dab cada vegada que anota un touchdown, i s'ha convertit en la seva signatura particular.